# Judy Martin
Judy Hardee (Texas, 1953), beter bekend als Judy Martin, is een Amerikaans professioneel worstelaarster. Ze was actief in het World Wrestling Federation (WWF).
Judy en Leilani Kai worstelden en wonnen samen als tag team The Glamour Girls 2 keer de WWF Women's Tag Team Championship.

## In worstelen
- Finishers
  - Judy Drop (Fireman's carry powerslam)

- Signature moves
  - Powerbomb

- Managers
  - Jimmy Hart
  - Adnan El Kassey
  - "Queen Christopher Love" (Bert Prentice)
  - The Fabulous Moolah

## Kampioenschappen en prestaties
- All Japan Women's Pro-Wrestling
  - All Pacific Championship (1 keer)

- Ladies Professional Wrestling Association
  - LPWA Tag Team Championship (1 keer met Leilani Kai)

- Professional Girl Wrestling Association
  - PWGA Championship (1 keer)

- National Wrestling Alliance
  - NWA United States Women's Championship (1 keer)

- World Wrestling Federation
  - WWF Women's Tag Team Championship (2 keer met Leilani Kai)